# 花巷基督教堂
26°05′27″N 119°18′24″E / 26.090922°N 119.306686°E

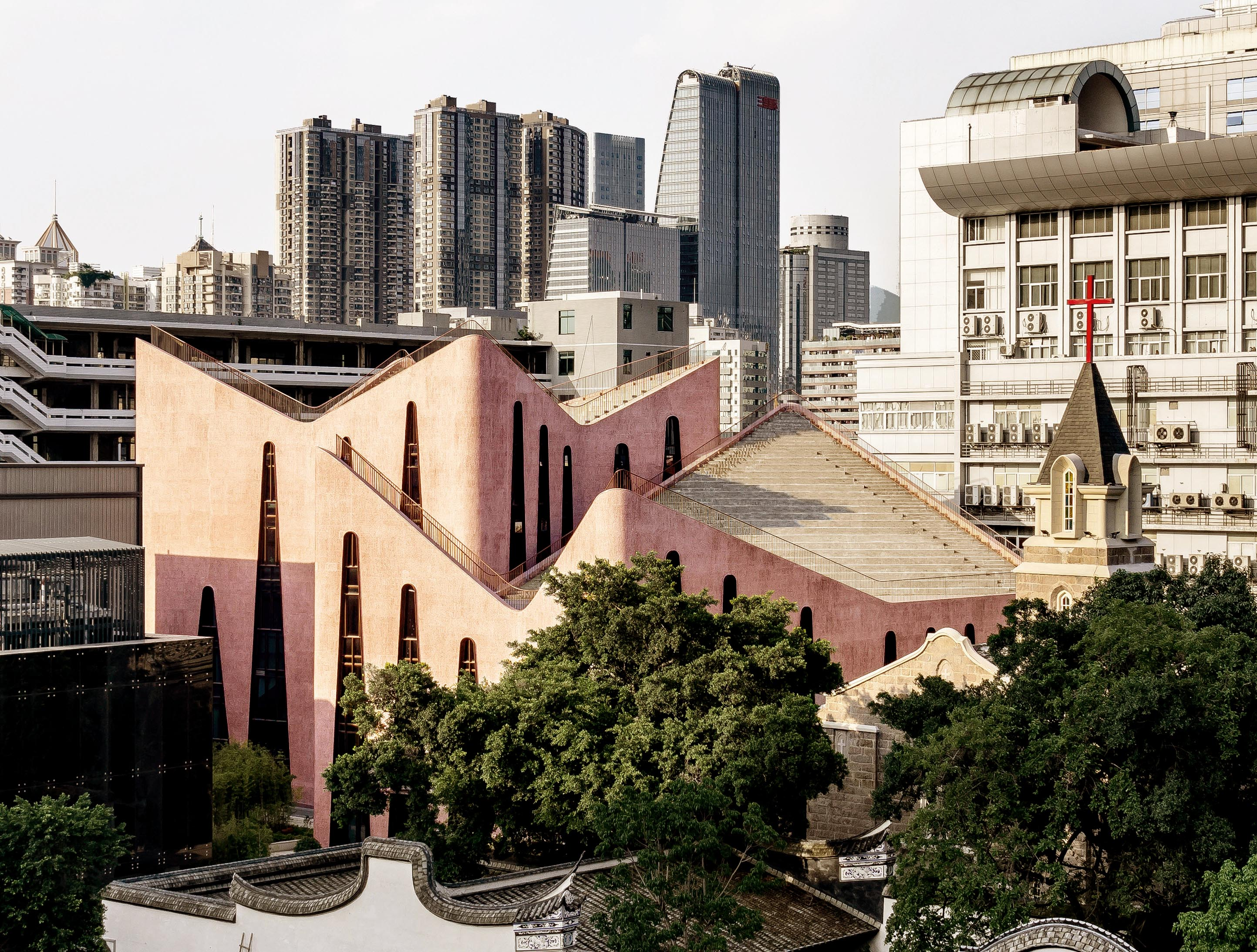
新堂和老堂

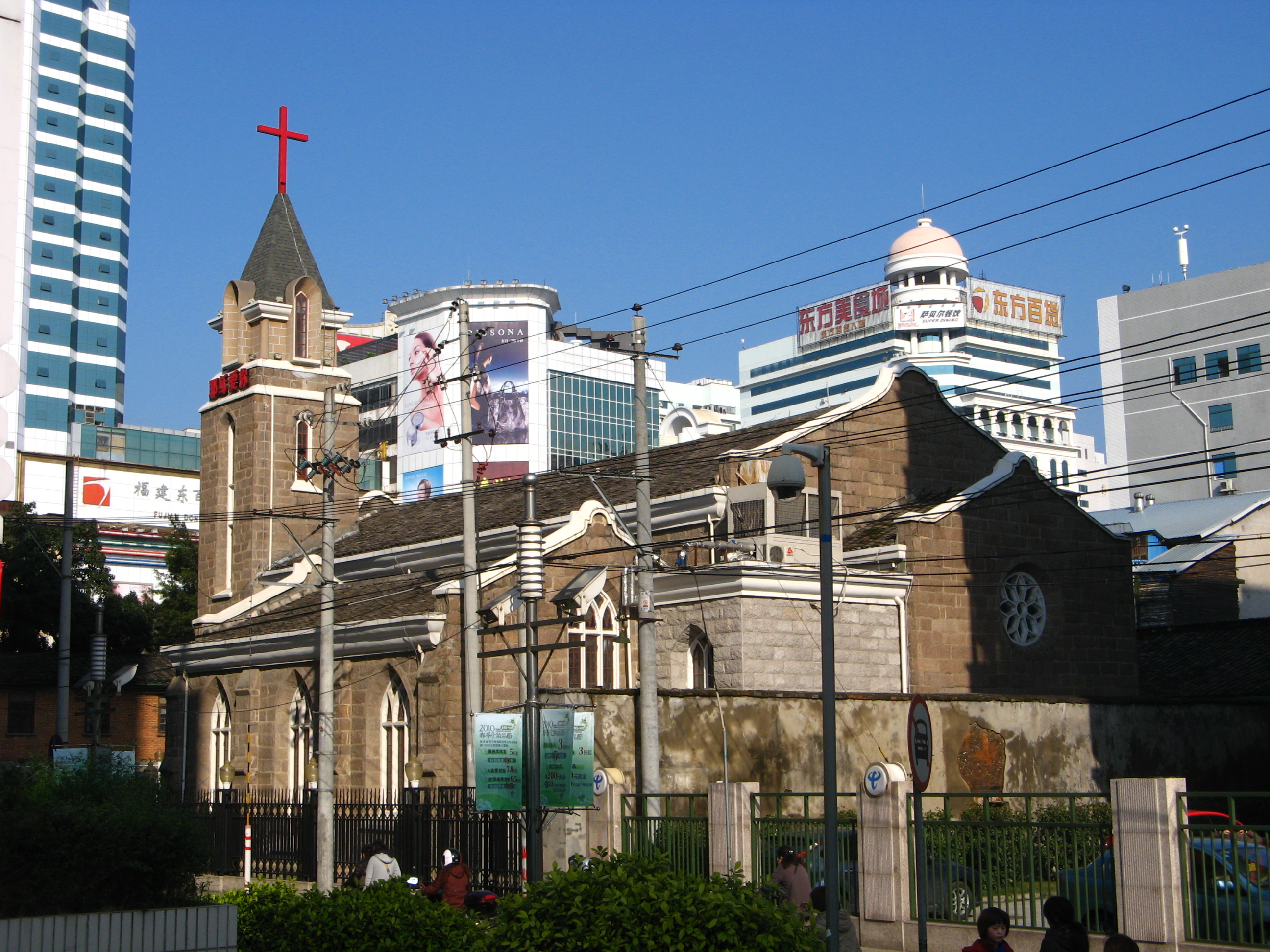
花巷堂

花巷基督教堂，原名尚友堂，是中国福州一座古老的教堂，由美以美会创建于1864年，位于福州古城（鼓楼区）中心东街口附近的花巷。1915年，美以美会买下清代琉球王兆新的王府，改为教堂，中文名尚友堂，英文名，意为社交堂会。
现在的教堂建筑建于 1938 年。该建筑由林缉西设计，他是一名当地建筑师，最初在福州接受卫理公会传教士协和建筑部的培训 (Union Architectural Service)，随后被送往美国建筑学校学习。
1966年文化大革命開始停止教会活动。1979年10月28日，尚友堂改名花巷堂重新开放，是福州最早恢复开放的基督教堂。1994年，原卫理公会背景的信徒有3,000人。另外借用本堂的原真耶稣教会、基督复临安息日会和地方教会的信徒分别都在1,000人以上。现在花巷堂聚会人数超过10,000，居福州各教堂之首。
2015 年，花巷教堂成立百年之际，在旧堂旁边另建现代风格的新堂，由德国建筑设计师 Dirk U. Moench 设计，外墙呈活泼的粉色，屋顶采用高低错落的斜面，并设有带阶梯的屋顶露台，面向城市。除了可容纳 1500 多人的新礼拜堂外，该建筑还包括多个祈祷场所、图书馆、学习区以及一个用于室外活动的屋顶露天剧场。 礼拜堂拥有这座城市的第一架现代管风琴（45 个音区），同时还为公众提供亲切的音乐会服务。

## 图片库

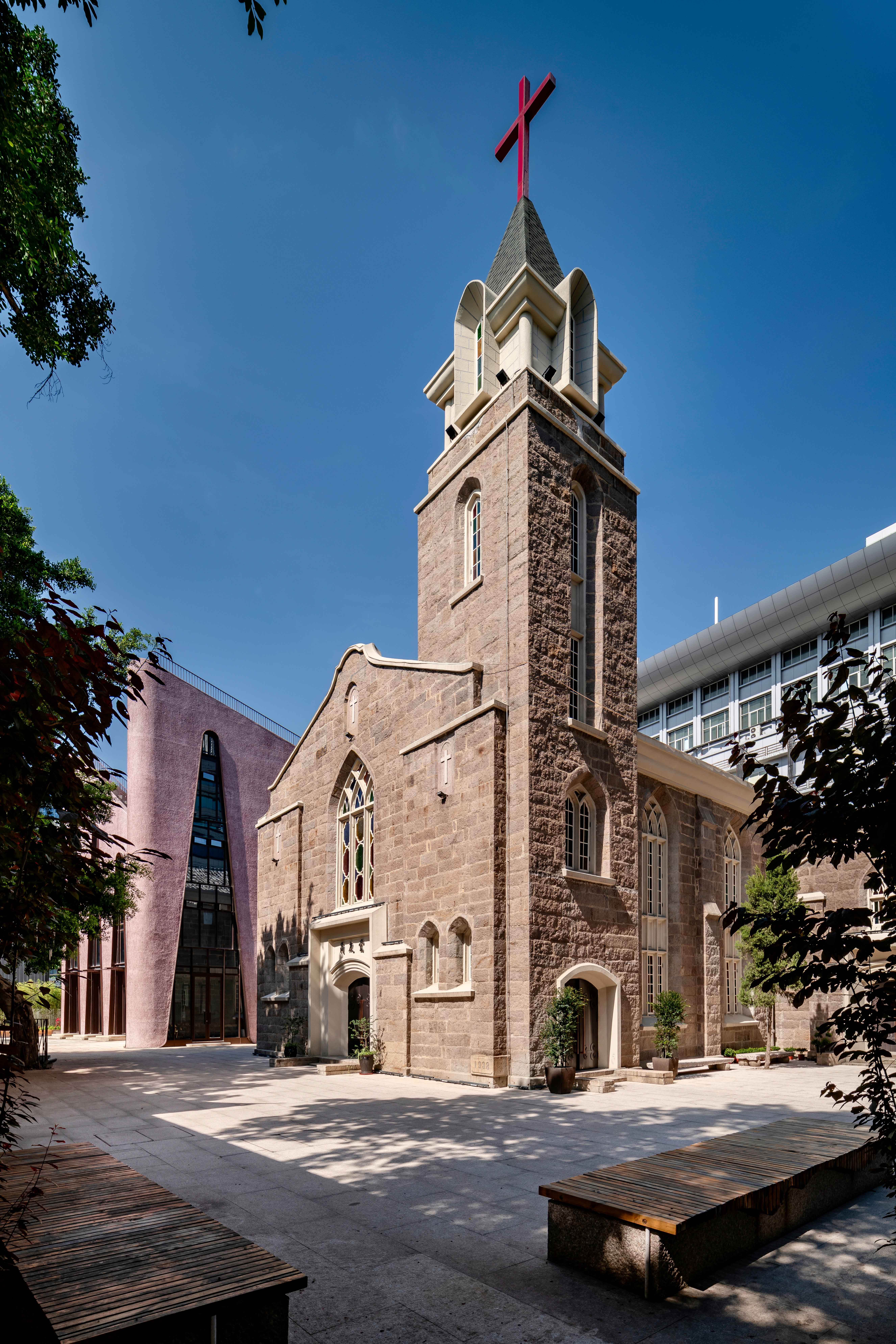
历史悠久的华祥教堂，背景为新建的社区中心，约 2019 年
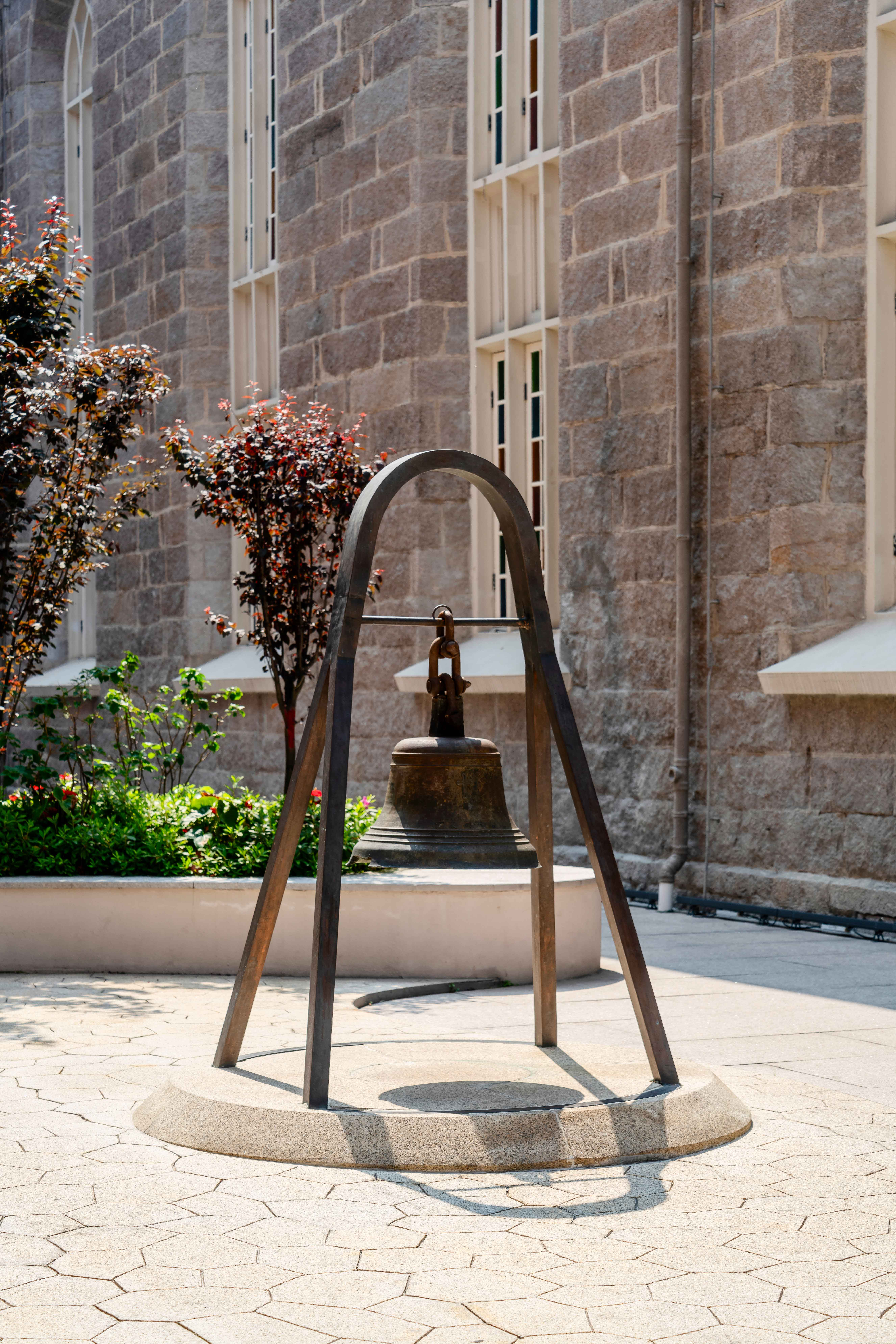
历史大钟位于历史教堂和新社区中心之间的新展示位置，约 2019 年。
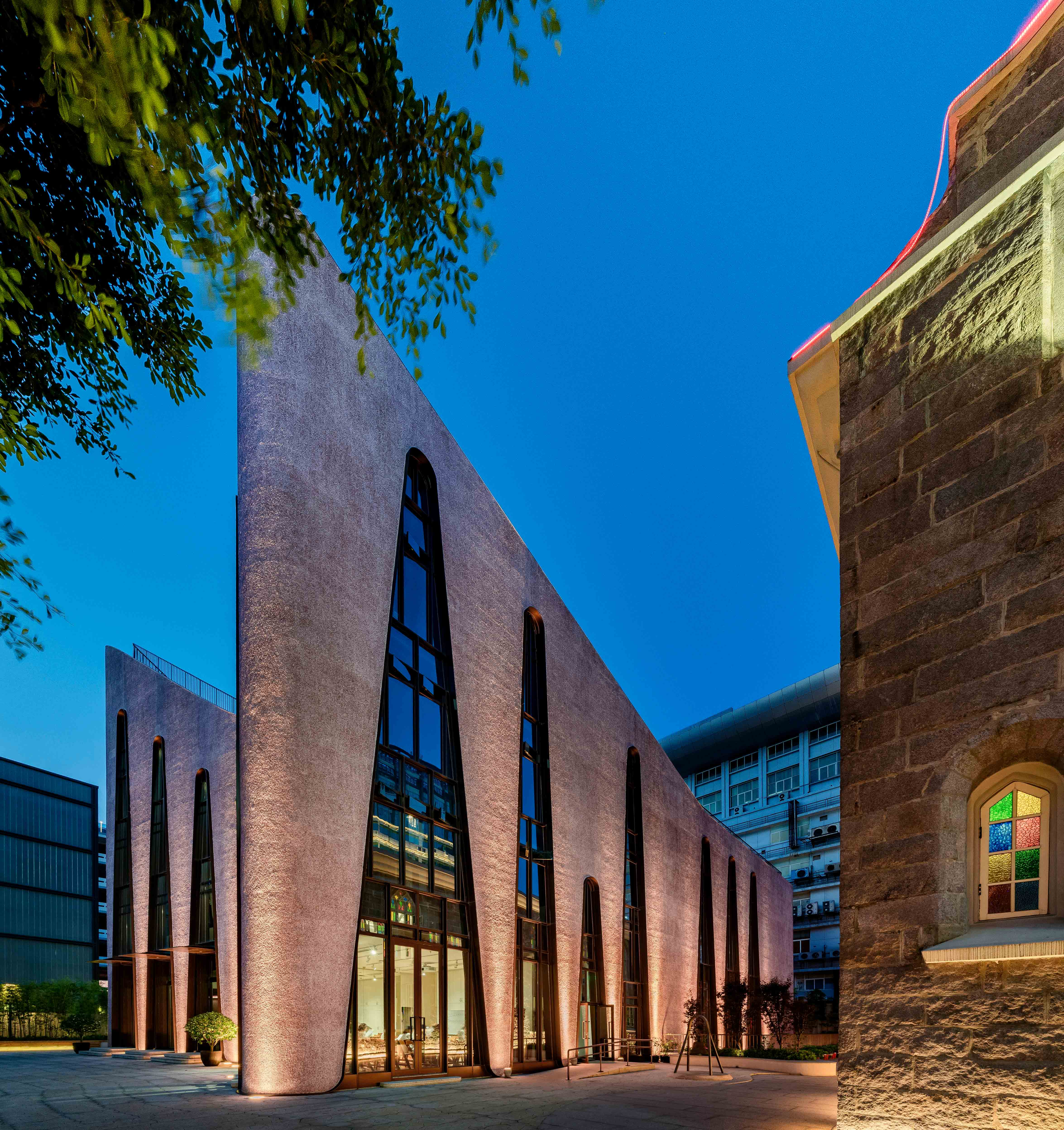
历史悠久的教堂和新社区中心夜景，约 2019 年。
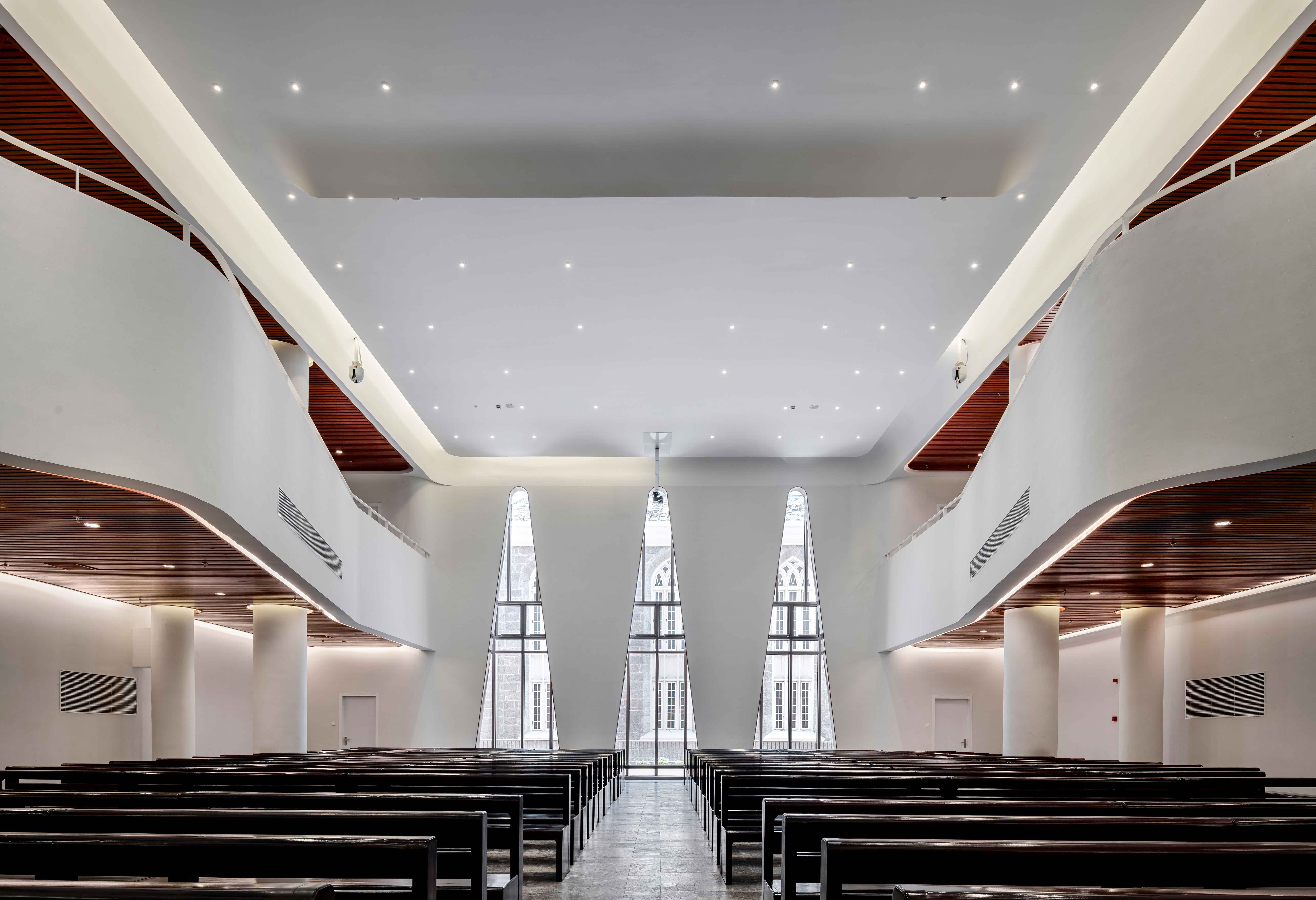
从新礼拜堂内部看到的教堂历史窗户，约 2019 年。